# 小別沢
小別沢（こべつざわ）は、北海道札幌市西区にある地名。
札幌中心部の市街地から大倉山を越えた西の向こうにあり、かつては盤渓の一部だった。

## 歴史
地名の由来は、アイヌ語の「ク・オ・ペッ」（仕掛け弓を置く沢）であり、アイヌにとっての狩猟の場であったらしい。
開拓期の盤渓は、屯田兵の準備用地として陸軍省から貸与された土地だった。ところが1894年（明治27年）、日清戦争に屯田兵が動員されたため、一帯は遊休地と化した。そこで炭焼人夫を募集して製炭を行ったことにより、開拓が始動することになった。
1902年（明治35年）ころ、7戸24人という小部落に成長し、組織的に取りまとめる必要が出てきたことから、久守総兵衛が一帯を総括する組長に着任。その後は人口の漸増に応じ、部落を分割してそれぞれに長を置いた。
昭和初期までの小別沢は、札幌中心部への往来に2時間以上も山道を歩かねばならないという、まったくの僻地であった。そこで住民全員の協力のもと、2年がかりで100メートルの素掘りトンネルを造り、1927年（昭和3年）に完成させた。これが初代小別沢トンネルである。

## 施設
- 札幌御嶽神社